# Vranje Sudarević
Dr Vranje Sudarević (u nekim izvorima: Franjo Sudarević) (Subotica, 19. rujna 1868. – Subotica, 15. svibnja 1924.) je bio bački hrvatski političar, novinar i kulturni radnik. Po struci je bio liječnik.
Još u srednjoškolskoj dobi je bio velikim kulturnim kapacitetom i jasnog hrvatskog stava. Tako je još kao gimnazijalac stekao mjesto povjerenika Matice hrvatske za Suboticu. Ugarske asimilatorski orijentirane vlasti nisu trpile ustanovu koja je budila nacionalni osjećaj hrvatske manjine. Zbog toga su ga isključile iz gimnazije i nije mogao uopće maturirati u Subotici.
Bio je jednim od utemeljitelja subotičkog kulturnog društva Kola mladeži 1894.
Otišao je studirati u Budimpeštu. 1899. je završio studij medicine. Nakon studija se aktivirao politički.
Nakon povratka sa studija, zajedno sa suradnicima je uređivao list Neven, a 1903. do 1910. godine je bio urednikom. 1906. je preuzeo od brata Bene Sudarevića vodstvo Bunjevačke stranke, stranke koja je pretrpila izborni debakl nakon što je bila osnovana na brzinu uoči samih izbora 1906. godine., 13. lipnja. Nazočio je osnivačkoj skupštini, zajedno s bilježnikom Fabijanom Malagurskim, kojeg su zamolili neka im bude odvjetnik, Vranju Sudarevića kojeg su zamolili neka bude predsjednik, a sudjelovanje u novoj stranci ponudili su osim to dvoje, odvjetnički pisari Stipan Matijević i Josip Vojnić Hajdukov. Osnivačkoj su sjednici još nazočili Pajo Kulundžić, Andrija Pletikosić, Staniša Neorčić i drugi. 
1903. je založio vlastitu kuću da bi se pokrenula prva financijska ustanova bačkih Hrvata Zemljodilska štedionica. S radom je počela 1904., brzo je napredovala. Prvi svjetski rat odveo ju je u stečaj, prekinuvši jedno sjajno poglavlje hrvatske financijske povijesti ovih krajeva. Teret likvidacije najvećim je dijelom podnio sam dr Sudarević.
Nakon odlaska Ivana Antunovića s političke pozornice, došao je novi naraštaj naraštaja bunjevačkih i šokačkih čelnika, Vranje Sudarević je pripadao toj skupini, zajedno s Pajom Kujundžićem i Blaškom Rajićem. Za razliku od prethodnog vala, ovaj val je otvoreno isticao pripadnost hrvatskom narodu.
Nakon Prvog svjetskog rata je postao važni hrvatski političar. Bio je među čelnim ljudima u Subotici nakon 1918., a bio je i velikim županom. Kada se osnovala Bunjevačko-šokačka stranka, stranka koja je u članstvu imala bunjevačke i šokačke Hrvate koji su jasno isticali svoje hrvatstvo, Vranje Sudarević je bio među čelnim ljudima te stranke, kao i Blaško Rajić i Mijo Mandić.Bio je zastupnikom u skupštini Kraljevine SHS od 1920. do 1924. (mandate je dobio na izborima 1920. i 1923.). Na izborima 1920. je kao član BŠS bio među četvero bačkih Hrvata koji su ušli u Ustavotvornu skupštinu, uz Blaška Rajića, Stipana Vojnića Tunića i Ivana Evetovića. Vranje Sudarević je ušao kao predstavnik iz subotičke jedinice.
Važno je spomenuti i Sudarevićevu reakciju na državni nemar prema manjinama i kršenje tradicije vojvođanskog školstva. Nakon što ministar prosvjete Svetozar Pribićević nije reagirao na kritike iz časopisa Nevena, u kojem mu se pored navedenog, prigovaralo i na kadrovsku politiku; njegovo je ministarstvo favoriziralo srpske učitelje iz drugih krajeva
Kraljevine SHS na štetu bunjevačkih učitelja. Sudarević je stoga 1922. pisao ministru Pribićeviću, s time što je pored ponovljenih kritika, naglasio pitanje "da li se takvom prosvjetnom politikom 'tendenciozno namjeravaju bunjevačka djeca postepeno posrbiti' ?". 
Velikosrpski hegemonisti u Vladi Kraljevine SHS su odlučile umjetnim putem preuzeti vlast u Subotici. Budući da je Sudarevićeva držao stranu hrvatstvu, krajem 1920. ga je vlada smijenila s položaja velikog župana i gradonačelnika, kao i ostatak gradske uprave u Subotici u kojoj su velikim brojem bili Hrvati, a na njegovo mjesto stavila Srbina i radikalskog, do 1918. mađarski orijentiranog bunjevačkog Hrvata.

## Vanjske poveznice
- Medjunarodni znanstveni skup Jugoistočna Europa 1918.-1995.  Arhivirana inačica izvorne stranice od 24. rujna 2015. (Wayback Machine)